# يونكرز إي أف 127
يونكرز إي أف 127 طائرة مقاتلة تعمل بالطاقة الصاروخية صممها الرايخ الثالث كجزء من برنامج مقاتلات الطوارئ في العام الختامي للحرب العالمية الثانية. تم تسمية المشروع باسم «فاليه». كانت الطائرة نسخة معاد تصميمها بشكل كبير من يونكرز إي أف 126. كانت القوة الدافعة للطائرة صاروخًا يعمل بالوقود السائل صممته شركة فالتر.